# Konstantin III. (Byzanz)

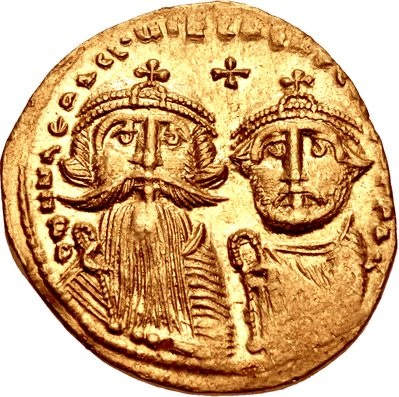
Solidus des Herakleios (links) und Konstantins III. (rechts)

Konstantin III. (mittelgriechisch Κωνσταντίνος Γʹ, eigentlich Flavios Herakleios o Neos Konstantinos, Φλάβιος Ἡράκλειος ὁ Νέος Κωνσταντίνος, lateinisch Flavius Heraclius Novus Constantinus; * 3. Mai 612; † 641) war im Jahr 641 kurzzeitig Kaiser von Byzanz.

## Regierung
Konstantin III. war der älteste Sohn des Kaiser Herakleios und seiner ersten Frau Eudokia und – zumal bereits 613 zum Mitkaiser erhoben – damit eigentlich derjenige, der dazu bestimmt war, die Nachfolge seines Vaters anzutreten. Dieser war seit 629/630 mit Gregoria, einer Cousine zweiten Grades, verheiratet. Aber Martina, die zweite Frau des Herakleios, setzte alles daran, dass ihr Sohn Heraklonas – offenbar war ein früher geborener Sohn, der ebenfalls Konstantin hieß, schon in jungen Jahren verstorben – alleiniger Thronerbe und Konstantin III. von der Thronfolge ausgeschlossen werden sollte. Sie überredete Herakleios, bereits zu seinen Lebzeiten Heraklonas, der gerade 12 Jahre alt geworden war, am 4. Juni 638 zum Mitkaiser und dessen jüngere Brüder David und (etwas später) Martinos zu Caesaren zu ernennen. Als Herakleios am 11. Februar 641 starb, wurde Martina zur faktischen Regentin, ohne allerdings verhindern zu können, dass nun auch Konstantin III. den Thron bestieg. Dieser war aber offenbar schon längere Zeit davor krank gewesen und verstarb Ende April oder Ende Mai 641. Im Volk kam deswegen bald der Verdacht auf, dass die Kaiserwitwe maßgeblich an dessen Tod beteiligt war.
Davor hatte Konstantin aber noch seinen 11-jährigen Sohn Konstans II., der nach seinem Großvater Flavius Heraclius hieß, ebenfalls in den Rang eines Caesar erhoben und zum Erben und Nachfolger bestimmt. Offenbar selbst Martina gegenüber äußerst misstrauisch, hatte Konstantin III. das Heer angewiesen, seinen Sohn vor ihr zu beschützen. Am 14. September 641 stürmte eine aufgebrachte Menge, die ihre Herrschaft endgültig beenden wollte, den Palast, verstümmelte Martina und Heraklonas (ihr wurde die Zunge abgeschnitten, ihm die Nase) und verbannten sie auf die Insel Rhodos. Heraklonas starb kurz darauf an seinen schweren Verletzungen. Dadurch konnte Herakleios der Jüngere, der zwischenzeitlich auf Druck des Valentinos zum Mitkaiser avanciert war, als Konstans II. den Thron besteigen. Die Monate der inneren Unruhe hatten das Reich allerdings militärisch geschwächt und sicher mit dazu beigetragen, dass der Vormarsch der Araber in Ägypten nicht mehr aufgehalten werden konnte.